# Antimatèria

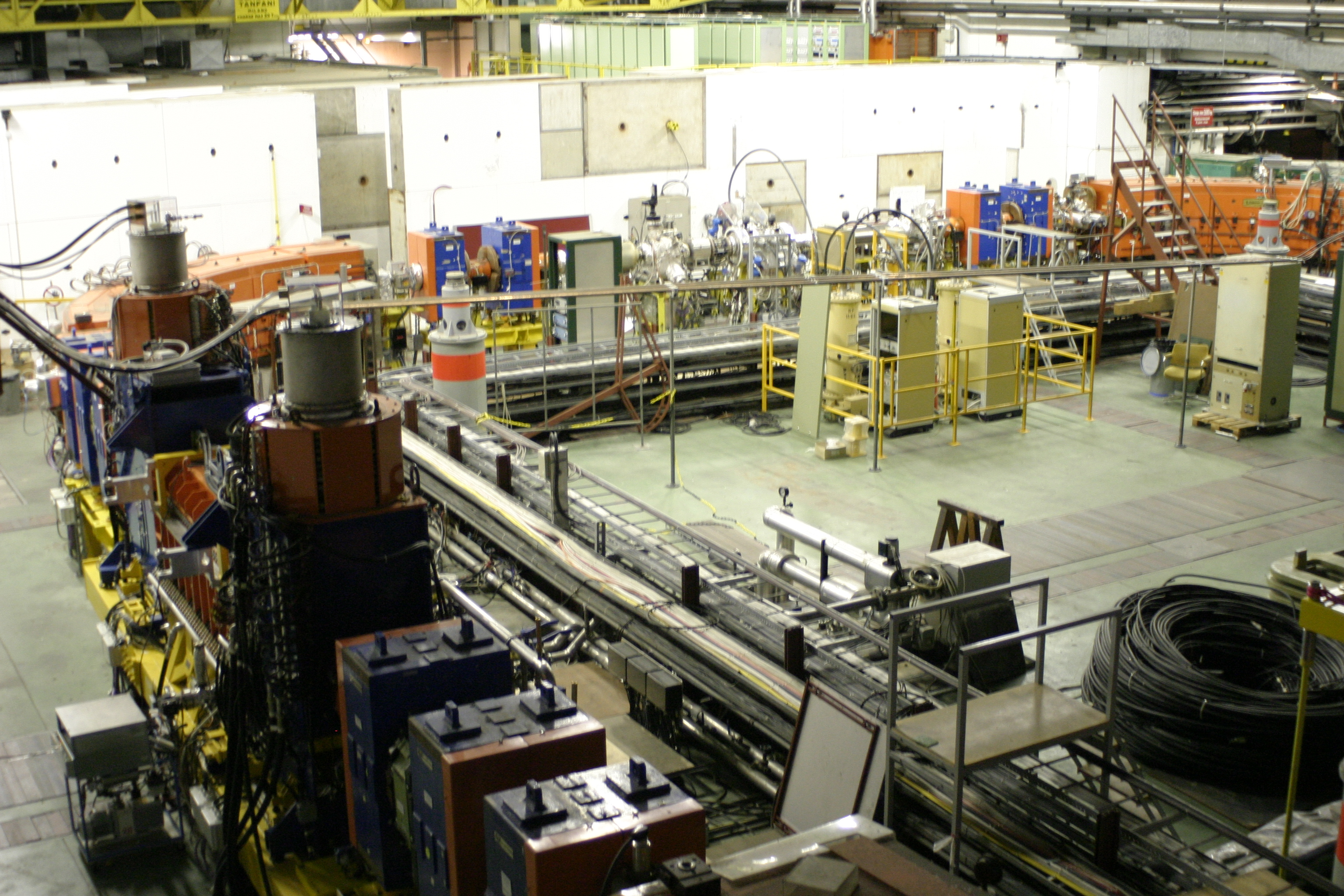
Accelerador de antiprotons del CERN.

En física de partícules, l'antimatèria és l'extensió del concepte d'antipartícula a la matèria. Així, l'antimatèria està composta d'antipartícules, mentre que la matèria ordinària està composta de partícules. S'admet generalment que l'antimatèria està composta de partícules de la mateixa massa i espín que una partícula de matèria, però amb càrrega oposada (simetria C, de càrrega). Per exemple, un antielectró (un electró amb càrrega positiva, també anomenat positró) i un antiprotó (un protó amb càrrega negativa) podrien formar un àtom d'antimatèria o antiàtom d'hidrogen, de la mateixa manera que un electró i un protó formen un àtom d'hidrogen. El contacte de matèria i antimatèria portaria a l'aniquilació de les dues, originant fotons d'alta energia (raigs gamma) i altres parells partícula-antipartícula.
Després de l'equació E = mc² per part d'Albert Einstein (a partir del 1905) i de la formulació (1924) de la identitat ona-partícula per Louis-Victor de Broglie, no es pot fer una distinció clara entre matèria i energia. Malgrat això, se sol considerar que la matèria és qualsevol fermió, és a dir, leptons, o quarks. Els leptons es caracteritzen per complir el principi d'exclusió de Pauli, segons el qual dos fermions idèntics no poden ocupar un estat quàntic, al mateix temps. Mentre que els bosons, que transmeten les forces entre els fermions, i no compleixen l'exclusió de Pauli, és a dir, molts bosons poden estar en un mateix estat quàntic a un temps, es consideren energia.
L'equació de Dirac, una equació de la teoria dels camps quàntics, fou descoberta per Paul Dirac el 1928. Aquesta equació descriu les partícules d'espín ½, com l'electró. Completament coherent amb la mecànica quàntica, i àmpliament compatible amb la teoria de la relativitat especial, presenta unes solucions per a la natura de l'espín de les partícules, i l'existència d'antipartícules. Encara que originalment va ser formulada per a l'electró, aquesta equació també es pot aplicar a altres partícules d'espín ½, com el neutrí, el protó, i el neutró.
Dirac trobà la vertadera forma de l'equació:
És a dir:
en què E és l'energia, p és la quantitat de moviment, m és la massa, i c és una constant equivalent a la velocitat de la llum.
La solució d'aquesta equació dona dues solucions: l'una corresponent a l'energia positiva, i una altra a la negativa.
Aquesta teoria és completament coherent amb allò que ha estat observat al laboratori; de fet, el positró va ser descobert experimentalment per Carl Anderson el 1932.
El 1996, al CERN es va aconseguir de formar un antiàtom d'antidrogen de vida molt curta compost per un antiprotó i un positró.

## Notació

La partícules subatòmiques de l'antimatèria tenen càrregues oposades a les partícules de la matèria, en la imatge, protó, electró i neutró en ambdues.

En física, es fa servir una barra horitzontal o màcron per a diferenciar les partícules de les antipartícules: per exemple protó p i antiprotó p. Per als àtoms d'antimatèria, s'empra la mateixa notació: per exemple, si l'hidrogen s'escriu H, l'antihidrogen serà H.
També s'utilitza la diferència de càrrega elèctrica entre ambdues partícules: per exemple, electró e− i positró e+

## Ubicació de l'antimatèria
Les hipòtesis científiques acceptades afirmen que en l'origen de l'Univers hi havia matèria i antimatèria en iguals proporcions. Però la matèria i l'antimatèria s'aniquilen mútuament, donant com a resultat energia pura, i no obstant això, l'Univers que observem està compost únicament per matèria. Es desconeixen els motius pels quals no s'han trobat grans estructures d'antimatèria en l'Univers. En física, el procés pel qual la quantitat de matèria va superar la d'antimatèria es denomina bariogènesi, i considera tres possibilitats:
- Petit excés de matèria després del big-bang: especula amb el fet que la matèria que forma actualment l'Univers podria ser el resultat d'una lleugera asimetria en les proporcions inicials d'ambdues. S'ha calculat que la diferència inicial entre matèria i antimatèria va haver de ser tan insignificant com d'una partícula més de matèria per cada deu mil milions de parelles partícula-antipartícula.
- Asimetria CP: el 1967, Andrei Sàkharov va postular per primera vegada que les partícules i les antipartícules no tenien propietats exactament iguals osimètriques, una discussió anomenada la violació CP. Un recent experiment en l'accelerador KEK del Japó suggereix que aquesta hipòtesi pot ser certa, i que per tant no és necessari un excés de matèria en el big-bang: simplement les lleis físiques que regeixen l'Univers afavoreixen la supervivència de la matèria per sobre de l'antimatèria. En aquest mateix sentit, també s'ha suggerit que potser la matèria fosca sigui la causant de la bariogènesi en interaccionar de diferent manera amb la matèria o amb l'antimatèria.

- Existència de galàxies d'antimatèria lligades per antigravetat: molt pocs científics confien en aquesta possibilitat, però encara no ha pogut ser completament descartada. Aquesta tercera opció planteja la hipòtesi que pugui haver regions de l'Univers compostes d'antimatèria. Fins a la data, no hi ha manera de distingir entre matèria i antimatèria a llargues distàncies, ja que el seu comportament i propietats són indistingibles. Hi ha arguments per a creure que aquesta tercera opció és molt improbable: l'antimatèria en forma d'antipartícules es crea constantment en l'Univers en les col·lisions de partícules d'alta energia, com per exemple amb els raigs còsmics. No obstant això, aquests són successos massa aïllats perquè aquestes antipartícules puguin arribar a trobar-se i combinar-se. La NASA ha enviat la sonda AMS (Alpha Magnetic Spectrometer) per buscar rastres d'antimatèria més complexa, que poguessin indicar que encara existeix antimatèria en l'Univers. No obstant això, els experiments no n'han detectat res fins ara. L'agost del 2011, es va publicar que s'havien trobat proves de l'existència d'un cinturó d'antimatèria al voltant de la Terra.[3][4]

## Història
L'equació de Dirac, formulada per Paul Dirac el 1928, va predir l'existència d'antipartícules a més de les partícules de matèria ordinàries. Des de llavors, s'han anat detectant experimentalment moltes d'aquestes antipartícules: Carl David Anderson, al Caltech, va descobrir el positró el 1932. Vint anys després, el 1955, Emilio Segrè i Owen Chamberlain, a la Universitat de Berkeley, l'antiprotó i antineutró.
Però la primera vegada que es va poder parlar pròpiament d'antimatèria, és a dir, de "matèria" composta per antipartícules, va ser el 1965, quan dos equips van aconseguir crear un antideuteró, una antipartícula composta per un antiprotó i un antineutró. L'antipartícula va ser aconseguida en l'Accelerador Protó Sincrotró del CERN, a càrrec d'Antonino Zichichi, i paral·lelament per Leon Lederman, en l'accelerador AGS (Alternating Gradient Synchrotron) del Laboratori Nacional de Brookhaven, a Nova York.
El 1995, el CERN va anunciar la creació de nou àtoms d'antihidrogen en l'experiment PS210, liderat per Walter Oelert i Mario Macri, i el Fermilab va confirmar el fet, anunciant poc després la creació, al seu torn, de 100 àtoms d'antihidrogen.
F. J Hartmann, de la Universitat Tècnica de Múnic, i un equip d'investigadors japonesos van informar de la creació d'un àtom compost de matèria i antimatèria anomenat heli antiprotó. Aquest àtom constava de dos protons, dos neutrons, un electró i un antiprotó en lloc del segon electró. L'àtom va sobreviure 15 milionèsimes de segon.
El 17 de novembre 2010, els científics del CERN van aconseguir crear 38 àtoms d'antihidrogen, i pogueren preservar-los aproximadament en un sisè de segon (172 ms). Això forma part del projecte ALPHA que inclou físics de la Universitat de Califòrnia, de la Universitat de Berkeley i del Lawrence Berkeley National Laboratory. L'equip de científics va demostrar que, entre 10 milions d'antiprotons i 700 milions de positrons, es van aconseguir formar 38 àtoms estables d'antihidrogen, els quals, van durar al voltant de dues dècimes de segon cada un.
Al començament del 2011, el projecte ALPHA va aconseguir crear més de 300 àtoms d'antihidrogen i emmagatzemar-los durant 1.000 segons (16 minuts i 40 segons), superant en 4 ordres de magnitud el límit previ.
El 14 de desembre del 2009, científics de la NASA amb l'ajuda del telescopi espacial de raigs gamma Fermi, van descobrir raigs d'antimatèria produïts sobre tempestes elèctriques. El fenomen és causat per ràfegues de raigs gamma terrestres (TGF) generades a l'interior de les tempestes elèctriques i associats directament amb els llampecs.

## Producció i cost de l'antimatèria
L'antimatèria és la substància més cara del món, amb un cost estimat d'uns 60.000 milions d'USD el mil·ligram.
La producció d'antimatèria, a més de consumir grans quantitats d'energia, és molt poc eficient, igual que la seva capacitat de ser emmagatzemada, que ronda l'1% de les partícules creades. A més, pel fet que l'antimatèria s'aniquila al contacte amb la matèria, les condicions d'emmagatzematge -confinament mitjançant camps electromagnètics- tenen igualment un cost elevat.
Una altra estimació del seu cost la va donar el CERN, quan va dir que havia costat alguns centenars de milions de francs suïssos la producció d'una mil milionèsima de gram.
A causa d'això, alguns estudis de la NASA plantegen recollir l'antimatèria que es genera de manera natural en els cinturons de Van Allen de la Terra mitjançant camps magnètics, o fins i tot l'exstent als cinturons dels grans planetes gasosos com Júpiter.
També es treballa per millorar la tecnologia d'emmagatzematge d'antimatèria. El Dr. Masaki Hori ha anunciat un mètode de confinament d'antiprotons per radiofreqüència, cosa que segons les seves paraules podria reduir el contenidor a la grandària d'una paperera.
La doctora Hui Chen, del Lawrence Livermore National Laboratory dels Estats Units, va anunciar que el novembre del 2008 ella i el seu equip havien creat positrons en fer incidir un breu però intens pols làser a través d'una làmina d'or blanc de pocs mil·límetres de gruix. Això hauria ionitzat al material i accelerat els seus electrons. Els electrons accelerats van emetre femtoamperes d'energia, que en decaure originaren partícules materials, donant també com a resultat positrons.

## Aplicacions
Tot i que l'antimatèria està lluny de ser considerada una opció pel seu cost aclaparador i les dificultats tecnològiques inherents a la seva manipulació, les antipartícules sí que estan trobant usos pràctics: la tomografia per emissió de positrons és ja una realitat. També s'investiga el seu ús en teràpies contra el càncer, ja que un estudi del CERN ha descobert que els antiprotons són quatre vegades més efectius que els protons en la destrucció de teixit cancerós.
Però l'interès per l'antimatèria se centra en les seves aplicacions com a combustible, ja que l'anihilació d'una partícula amb una antipartícula genera energia pura segons l'equació d'Einstein E = mc². L'energia generada per quilo (9 × 1016  J / kg), és unes deu mil milions de vegades més gran que la generada per reaccions químiques i deu mil vegades més gran que l'energia nuclear de fissió.
Per exemple, s'estima que només serien necessaris 10 mg d'antimatèria per propulsar una nau a Mart.
No obstant això, cal indicar que aquestes xifres no tenen en compte que aproximadament el 50% de l'energia es dissipa en forma d'emissió de neutrins, de manera que en la pràctica caldria reduir les xifres de rendiment a la meitat.

## Antigravetat
Encara no es coneix el comportament de les antipartícules en un camp gravitatori: això es podria observar comprovant si un feix horitzontal de positrons o d'antiprotons provinents d'un accelerador es corba cap amunt o cap avall en el camp gravitatori de la Terra, però aquestes partícules produïdes per col·lisions es desplacen a velocitats properes a la de la llum en el buit, de manera que la curvatura a observar estaria en l'ordre d'un diàmetre nuclear per quilòmetre de longitud del feix (0,0000000000001 cm), i per ara no és possible medir corbes tan petites.
Si les antipartícules o l'antimatèria es moguessin en sentit invers a la matèria comuna en un camp gravitatori, es tiraria per terra el principi d'equivalència i amb aquest la teoria general de la relativitat, encara que no altres teories relativistes de la gravitació.

## Antimatèria en la ciència-ficció
La capacitat energètica de l'antimatèria, unida a l'exotisme del seu concepte, l'ha convertida en un referent en obres futuristes o de ciència-ficció, tant en combustibles com armaments. Recentment, a més, s'ha especulat amb el perill dels acceleradors de partícules com a mètode de generar antimatèria, pel seu possible robatori amb fins terroristes en el llibre Àngels i dimonis de Dan Brown. La nau probablement més popular que utilitza antimatèria com a combustible sigui l'Enterprise (Star Trek).
L'antimatèria també figura com un component important a les obres de l’escriptor xinès de ciència-ficció Cixin Liu, en especial a la seva obra del 2010 白垩纪往事 (Passat Cretaci, traduïda internacionalment com a Sobre formigues i dinosaures).
- A L'eternauta: El retorn, les "piles d'antimatèria" són un combustible valuós, que suposadament pot servir per a viatges en el temps.
- A les pel·lícules de Predator, es creu que el braçalet que usen per a l'autodestrucció provoca una explosió d'antimatèria.